# Верцела
Верцела је насеље у Италији у округу Катанија, региону Сицилија.
Према процени из 2011. у насељу је живело 111 становника. Насеље се налази на надморској висини од 555 м.